# André Buffière
André Buffière, ou Pierre André Buffière, né le 12 novembre 1922 à Vion (Ardèche) et mort le 2 octobre 2014 à Lyon 3e, est un joueur et entraîneur français de basket-ball.

## Biographie
Après avoir commencé le basket-ball à Oullins, il doit, afin d'échapper au STO, travailler à l'arsenal d'Irigny. Il arrive à construire une sélection oullinoise qui arrive à tenir en échec le FC Grenoble, champion de France. Ce sera sa première rencontre avec un autre grand personnage du basket français, Robert Busnel.
À la libération, Busnel le fait venir à l'Éveil Sportif Sainte Marie de la Guillotière de Lyon, un patronage paroissial affilié à la Fédération gymnastique et sportive des patronages de France puis à la Fédération sportive de France. Il y devient champion de France, puis vice-champion l'année suivante. À la disparition du club, il rejoint l'UA Marseille pour un nouveau titre de champion avant de rejoindre l'ASV, futur ASVEL dont il occupe les postes d'entraîneur-joueur-recruteur. Quatre titres avec l'ASVEL et une coupe suivront entre 1949 et 1955.
Durant cette période, il jouera pour l'équipe de France de 1946 à 1955, participant à cinq championnats d'Europe remportant deux médailles de bronze et une médaille d'argent. En 1948, il remporte la médaille d'argent aux Jeux olympiques 1948 à Londres (la France est battue par les États-Unis).
À la fin de sa carrière sportive, il prend en main le SA Lyon qu'il conduit au plus niveau. Puis son ancien coéquipier et entraîneur Robert Busnel le décide à prendre la direction technique du Bataillon de Joinville et de l'équipe de France. Il quittera celle-ci après un titre de champion du Monde militaire en 1964.
Retourné au SA Lyon, et à la suite d'un changement de politique du sponsor Berliet, il rejoint les Comptoirs Modernes du Mans bâtissant une équipe basée sur de jeunes joueurs dont Eric Beugnot.
Puis en 1973, il revient dans la région lyonnaise à l'ASVEL, permettant ainsi à Alain Gilles de pouvoir se consacrer à son seul talent de joueur. Deux titres de champion, des demi-finales de coupe d'Europe suivront.
Après huit saisons, un nouveau challenge se présente à lui. En trois ans, il fait passer un club sans aucun palmarès à un club qui remporte un premier titre de champion de France en 1983 : le CSP Limoges. À ce titre s'ajoutent deux coupes de la Fédération mais surtout deux coupes d'Europe en 1982 et 1983, la Coupe Korać, et ce devant le KK Šibenik de Dražen Petrović.
Il va alors prendre les fonctions de manageur général du Racing Club de France qu'il aide à atteindre la première division.
Il retourna ensuite exercer des fonctions de conseiller technique à l'ASVEL.
En l'an 2000, l'ASVEL le sélectionna dans le cinq majeur de son cinquantenaire.

## Clubs
Joueur
- Éveil Sportif Sainte Marie de la Guillotière de Lyon
- UA Marseille
- ASVEL : entraîneur-joueur-recruteur
- SA Lyon : entraîneur-joueur

Entraîneur
- ASVEL
- SA Lyon
- direction technique du Bataillon de Joinville
- Équipe de France de basket-ball
- SA Lyon
- Comptoirs Modernes du Mans
- ASVEL
- CSP Limoges
- Racing Club de France

## Palmarès

### Joueur

#### Équipe de France
- 96 sélections entre 1946 et 1955
- Jeux olympiques d'été
  -  médaille d'argent aux Jeux olympiques de 1948 à Londres
  - 8e aux Jeux olympiques de 1952 à Helsinki
- championnat du Monde
  - 4e aux mondiaux de Rio en 1954
- Championnat d'Europe
  -  médaille d'argent au Championnat d'Europe de basket-ball 1949 au Caire
  -  médaille de bronze au Championnat d'Europe de basket-ball 1951 à Paris
  -  médaille de bronze au Championnat d'Europe de basket-ball 1953 à Moscou
  - 4e en 1946 à Genève, 9e en 1955 à Budapest

#### Clubs
- Champion de France 1946 avec Ste Marie, 1948 avec Marseille, 1949, 1950, 1952 et 1955 avec l'ASVEL
- Coupe de France en 1953

### Entraîneur
- Coupe Korać 1982, 1983
- Championnat de France 1950, 1952, 1955, 1975 et 1977 avec l'ASVEL, 1983 avec Limoges
- Coupe de France en 1953
- coupe de la Fédération (1982 et 1983)

### Distinctions
- Chevalier de la Légion d'honneur lors de la promotion de janvier 1998[4],[5].
- Gloire du sport[6]